# 敘爾山
33°16′45″S 25°30′56″E / 33.27917°S 25.51556°E

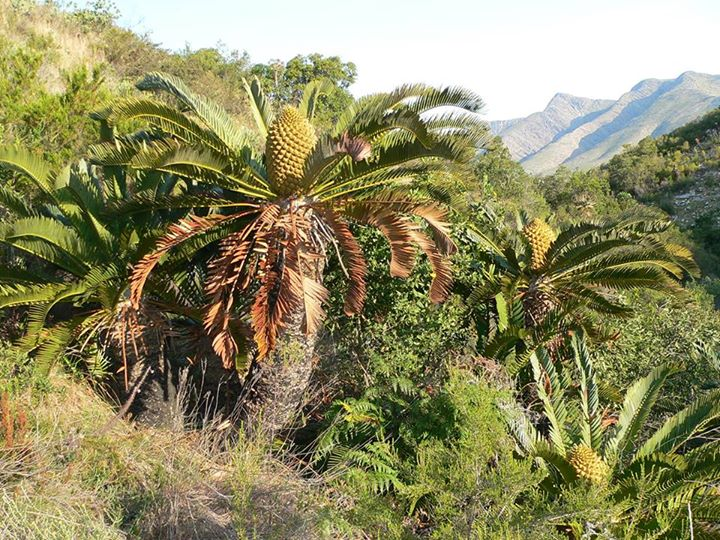

敘爾山（英語：Suurberg）是南非的山脈，位於該國東南部東開普省開普褶皺帶東端，距離首都比勒陀利亞900公里，長70公里，每年平均降雨量692毫米。